# Donkey Kong 3
Donkey Kong 3 (ドンキーコング3, Donkī Kongu Surī) est le troisième jeu vidéo de la série des Donkey Kong créé par Nintendo. Il est sorti presque simultanément en 1983 sur Famicom et sur arcade, puis en 1986 aux États-Unis sur Nintendo Entertainment System. Le jeu est ressorti sur console virtuelle Wii en Amérique du Nord le 14 juillet 2008 et en Europe le 9 janvier 2009. Bien que ce soit une suite, ce titre est une rupture radicale dans la façon de jouer des titres précédents. Alors que dans les deux premières versions, Donkey Kong et Donkey Kong Jr., le joueur devait éviter des pièges dans un jeu de plates-formes, ce titre se rapproche plus d’un jeu de tir,. Donkey Kong 3 est également le premier jeu arborant le logo actuel de Donkey Kong (bien que dans le jeu celui-ci soit vert et non rouge).

## Histoire
Stanley (スタンリー, Sutanrii) est un désinsectisateur. Donkey Kong a trouvé refuge dans sa serre et Stanley doit empêcher le singe de déranger les insectes qui vont vouloir détruire ses fleurs. Stanley sauve ses fleurs en pulvérisant de l’insectifuge sur Donkey Kong et sur les insectes.

## Système de jeu
C’est un jeu de tir qui intègre des concepts de Space Firebird, un jeu d'arcade antérieur de Nintendo, en les adaptant quelque peu.
Donkey Kong est suspendu à deux lianes au centre de l'écran, et Stanley l'exterminateur - contrôlé par le joueur - court et saute sur les plates-formes en dessous de lui. Stanley peut tirer avec son pulvérisateur à la fois sur Donkey Kong et sur les insectes volants. Un niveau est terminé lorsque Donkey Kong est contraint de remonter à la partie supérieure de l'écran lorsqu’il est recouvert d’insectifuge, ou en tuant tous les insectes. Un super aérosol, accrochée aux lianes, retombe lorsque Donkey Kong remonte suffisamment pour le toucher. Le super pulvérisateur ne dure qu’un nombre limité de coups, mais il pousse Donkey Kong en hauteur à un rythme beaucoup plus rapide, ce qui facilite le passage de niveau. Ce pulvérisateur n’apparaît qu’au début de chaque vie et est conservé au passage de niveau.
Les insectes sont des abeilles, bourdons, reines (qui se brisent en morceaux mortels lorsqu'elles sont détruites), chenilles rampantes, papillons, coléoptères, papillons de nuit et mouches bleues.
Certains insectes vont tenter de prendre les fleures situées en bas de l’écran et les emporter. Cela diminuera le bonus octroyé à la fin du niveau.
Il y a trois niveaux qui se répètent selon une séquence fixe : 
- Niveau bleu

C'est le niveau de base de la serre. Il y a trois plates-formes empilées en forme de pyramide, ce qui permet de se déplacer n’importe où à travers le niveau pour trouver la meilleure position de tir.
Stanley commence toujours au centre, directement sous Donkey Kong, de sorte qu'il est judicieux de commencer immédiatement à sauter et pulvériser Kong à quelques reprises avant que Stanley n’ai à se soucier de la menace des insectes.
Il faut plusieurs tirs consécutifs pour que Kong grimpe en haut des lianes. Quand il est particulièrement haut, il est nécessaire que Stanley saute avant de pulvériser, sans quoi le spray n’atteint plus le gorille.
Il convient de détruire les reines dès que possible. Elles constituent toujours une menace au moment où elles meurent, il faut rester exactement en dessous d’elles au moment du deuxième tir.
Les insectes ont un modèle de vol qui peut être mémorisé par le joueur, afin de lui permettre d'esquiver les attaques et de planifier sa stratégie.
Il n’est par exemple pas nécessaire de tenter de tuer un insecte qui aurait pris une fleure, s’il est possible de repousser Kong en haut de l’écran avant que l’insecte voleur n’ai pu atteinte la ruche. Dans ce cas, la fleure retombe en bas de l’écran.
- Niveau jaune

Durant les trois premières répétitions, le niveau jaune est celui de la confrontation finale entre Stanley et Donkey Kong. Avec aucune échappatoire, Kong n’a le choix qu’entre atteindre le sol pour tuer Stanley, ou se retrouvé la tête enfoncée dans une ruche qui se trouve tout en haut du niveau, juste au-dessus du gorille.
Toutes les plantes précédemment volées sont reconstituées. Dans ce niveau, les attaques d'insectes ne sont pas aussi constante qu’auparavant, mais ils vont effectuer des attaques régulières en direction des végétaux.
En plus de cela, Stanley doit composer avec plusieurs chenilles qui insistent pour se retrouver sur son chemin et qui vont bloquer les pulvérisations qui ne peuvent plus atteindre Donkey Kong.
À chaque pulvérisation qui atteint une chenille, celle-ci va s’arrêter et attendre pour reprendre ses esprits. La bonne stratégie est donc de les toucher préventivement en dehors de la ligne de tir avec le gorille.
Désespéré, Donkey Kong lancera des noix de coco, alternativement sur le joueur ou sur une ruche, ce qui rejettera une nouvelle nuée d’insectes.
- Niveau gris

Ce niveau n’apparait qu’à partir de la quatrième répétition des niveaux un et deux.
Le niveau gris ressemble au bleu, sauf que la plate-forme du milieu n'est pas continue. Pour ne rien arranger, les parties manquantes se trouvent directement en dessous de Donkey Kong. Il n'est donc plus possible de commencer le niveau en se précipitant sur la plateforme du haut pour commencer à sprayer Donkey Kong, ce qui lui donnera de précieuses secondes pour initier sa descente en bas des lianes.
Il faut se déplacer aux extrémités gauche ou droite afin d’atteindre la plateforme supérieure, revenir au centre et reprendre les attaques contre Kong avec le pulvérisateur. À part cela, les stratégies des niveaux un et deux sont applicables sur ce niveau.

## Critiques
Computer and Video Games a indiqué que l’« action rapide et les effets sonores supérieurs » du jeu font de Donkey Kong 3 un « succès certain » dans les salles d’arcades.
IGN a donné une note de 6.0 sur 10, décrivant le jeu comme un « changement radical » depuis les jeux Donkey Kong précédents, le qualifiant de « répétitif ».

## Portages

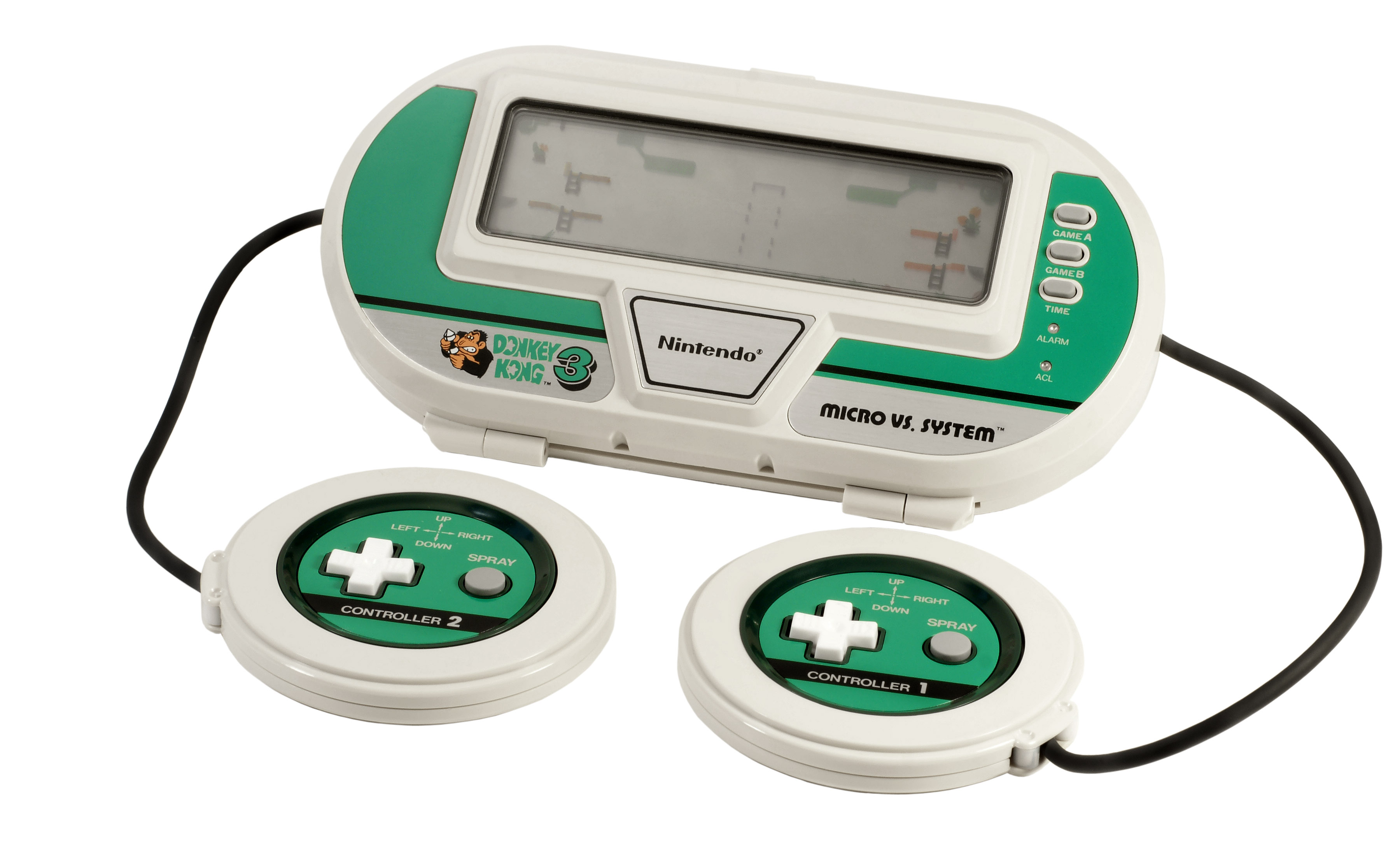
Version Game & Watch série Micro Vs. de Donkey Kong 3 permettant de jouer à deux.

Le jeu est sorti sur console, console portable et ordinateurs.

### Consoles
- Famicom, le 4 juillet 1984 au Japon (modèle HVC-DT)
- Nintendo NES, le 15 septembre 1987 en Europe (modèle NES-DT-EEC)
- Wii via la console virtuelle, le 23 juillet 2008 au Japon (modèle FEUJ)
- Nintendo Wii U via la console virtuelle, le 6 novembre 2013 au Japon (modèle FBRJ)
- Nintendo 3DS via la console virtuelle, le 5 décembre 2013[7]
- Nintendo Switch (via le Nintendo Switch Online), juillet 2019

### Console portable
Il est réédité en format Game & Watch en août 1984 dans la série Micro VS. (modèle AK-302).

### Ordinateurs
- Sharp X1 en 1984 au Japon
- NEC PC-8801 en octobre 1984 au Japon

## À noter
- On peut débloquer le jeu Donkey Kong dans Animal Crossing sur GameCube.
- Un trophée de Stanley, le héros du jeu, peut être débloqué dans Super Smash Bros Melee sur GameCube.